# Another Day (U2)
Another Day è un singolo del gruppo musicale irlandese U2, pubblicato il 26 febbraio 1980.

## Descrizione
L'uscita è avvenuta a seguito del loro EP Three e prima del loro album Boy. Prodotto dagli U2 e Chas de Whalley, Another Day fu pubblicato soltanto in Irlanda e non è mai stato registrato su alcun album o raccolta del gruppo, fino al 2008, quando è stato incluso in una nuova ristampa di Boy. Anche per questo motivo, è stato a lungo considerato una rarità nel catalogo degli U2.
Another Day può essere considerato uno dei brani meno suonati del gruppo. Si sa per certo che Another Day è stata suonata in concerto solo cinque volte. L'ultima performance conosciuta risale al 27 luglio 1980.
Il lato B del singolo è una demo di Twilight, in seguito registrata in una nuova versione per l'album Boy.

## Tracce
Testi e musiche di Bono, The Edge, Adam Clayton e Larry Mullen.
1. Another Day – 3:24
2. Twilight (Demo) – 4:35

## Formazione
- Bono - voce
- The Edge - chitarra, cori
- Adam Clayton - basso
- Larry Mullen Jr. - batteria